# Atlantvallen

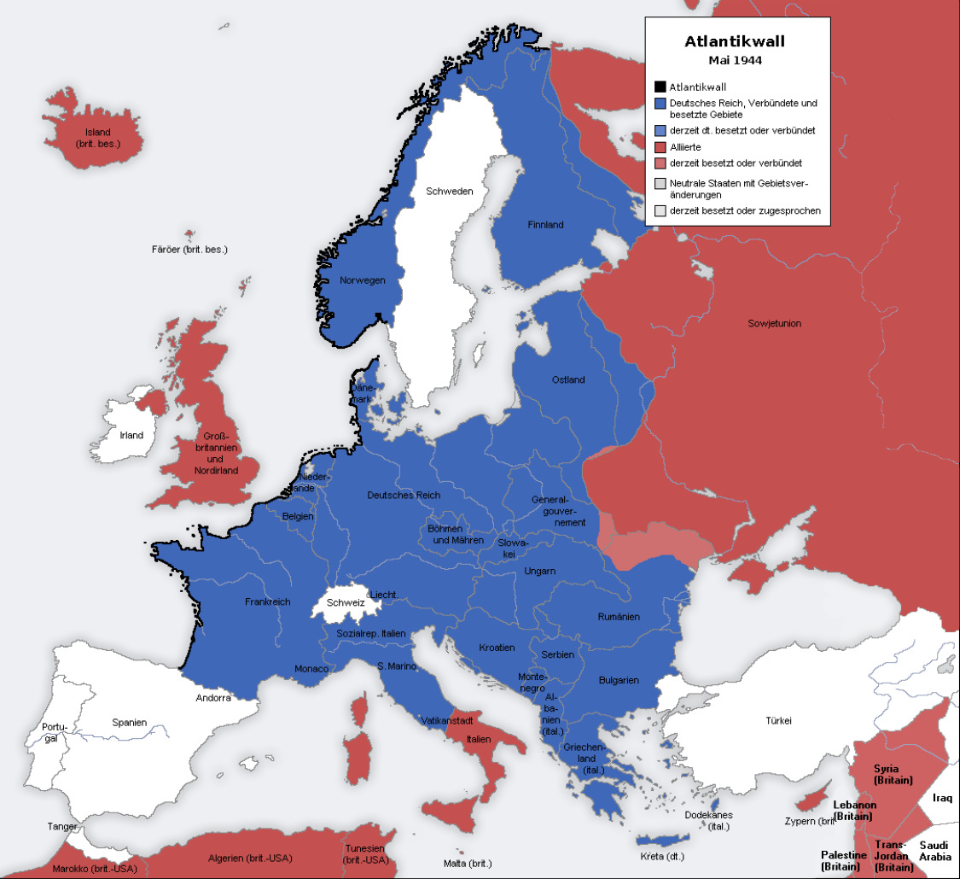
Atlantvallen 1944

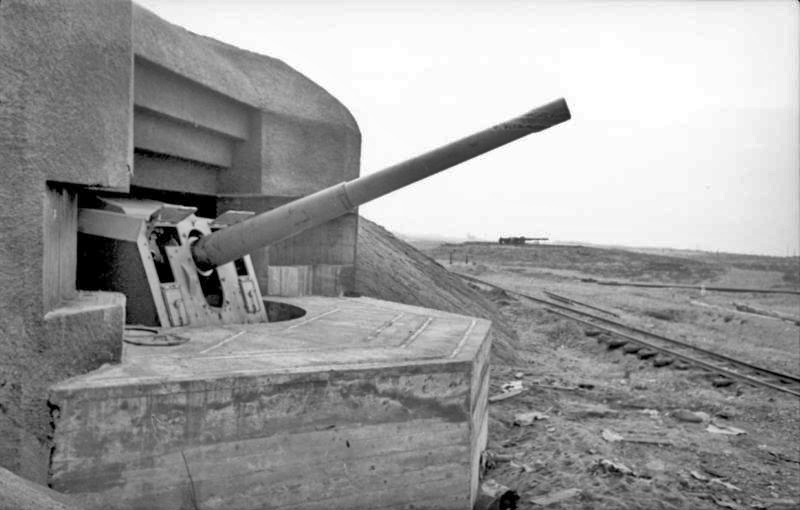
Tysk bunker i Frankrike 1944.

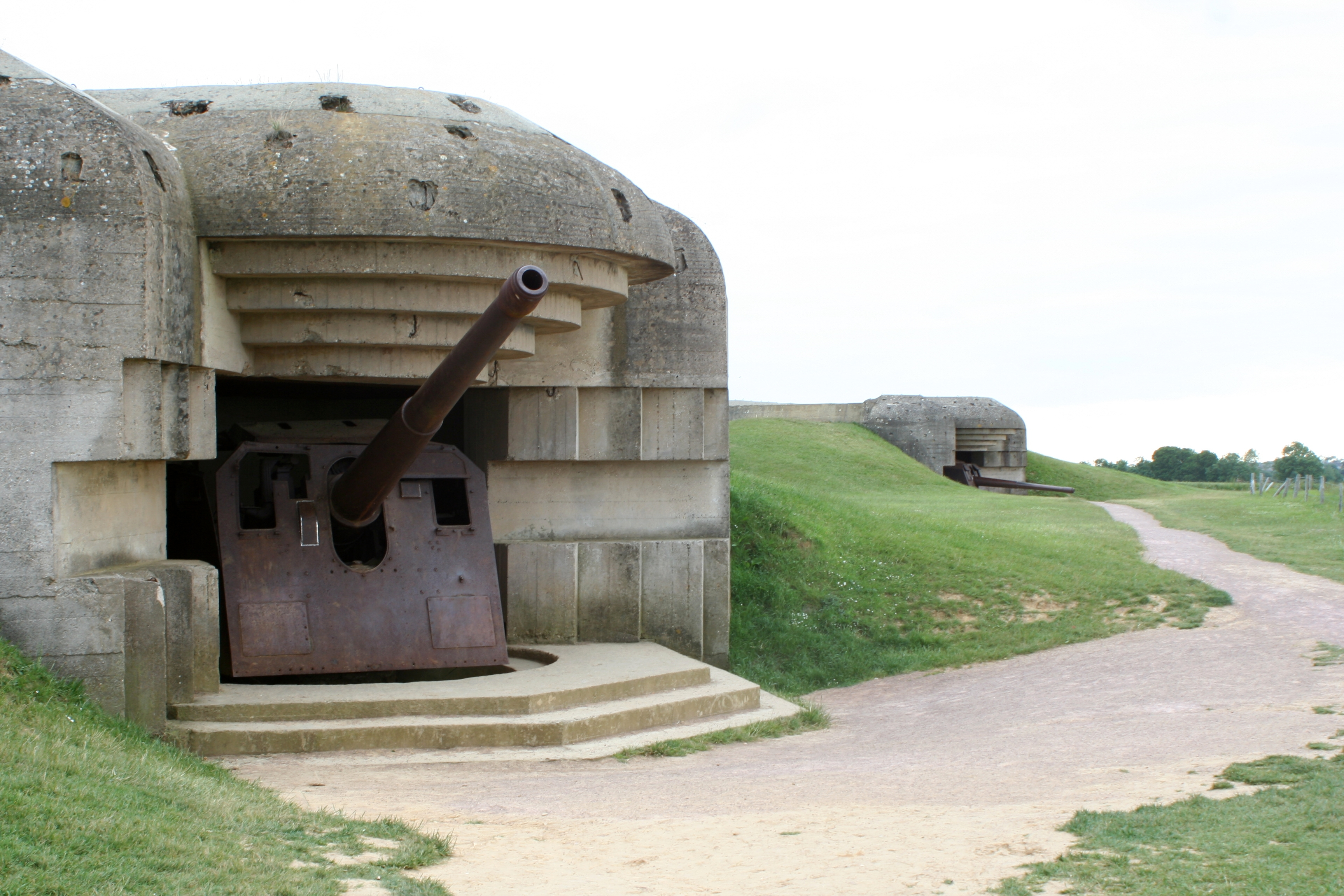
Samma bunkertyp i dag. Longues-sur-Mer i Frankrike.

Atlantvallen (tyska: Atlantikwall) var ett omfattande system av kustfortifikationer byggt av Tyskland under andra världskriget längs västra Europas kust som försvar mot en förmodad allierad invasion mot kontinenten över Engelska kanalen från de brittiska öarna.

## Konstruktion
Fritz Todt, som även hade designat Siegfriedlinjen, en annan försvarslinje längs den fransk-tyska gränsen, var chefsansvarig för Atlantvallens konstruktion. Tusentals slavarbetare användes till genomförande av projektet.

## Rommels förstärkningar
I början av 1944 utsågs fältmarskalk Erwin Rommel till att kontrollera och om nödvändigt förbättra försvarsinstallationerna. Rommel ansåg att de dåvarande fortifikationerna var otillräckliga och satte genast igång med att förstärka dem. Under hans ledning byggdes en sträng av bunkrar i armerad betong längs stränderna eller en bit inåt land för att rymma kulsprutor, pansarvärnsvapen eller lätt artilleri. Minfält och hinder för pansarfordon lades ut på själva stränderna, och undervattenshinder och minor placerades en bit ut i vattnet för att förstöra landstigningsfarkoster innan de ens hann lasta av. Starkast var befästningsnätverket vid Calais eftersom Adolf Hitler var säker på att en eventuell landstigning skulle ske där, på grund av att Doverkanalen var den kortaste havssträckan över sundet mot England. Där fanns också det mest avskräckande havsartilleriet.
Vid tiden för den allierade invasionen hade tyskarna lagt ut över 6 miljoner minor i norra Frankrike. Fler kulsprutenästen och minfält hade placerats ut inåt land och vid vägarna som ledde ifrån stränderna. Vid troliga landningsplatser för glidflygplan och fallskärmsjägare satte tyskarna upp pålar, så kallade Rommelspargel (Rommelsparris). Rommel som var en av Tysklands mest klarsynta befälhavare insåg att en invasion måste stoppas redan vid stränderna, annars skulle situationen oundvikligen leda till att Tyskland besegrades.